# Vaglierano
Vaglierano è una frazione di Asti. Prima di essere aggregata a tale comune il paese fu capoluogo di un comune autonomo.

## Geografia fisica
Vaglierano è situato a 192 m s.l.m. sulla cima di una collina che domina da sud un'ansa del torrente Borbore.

## Storia

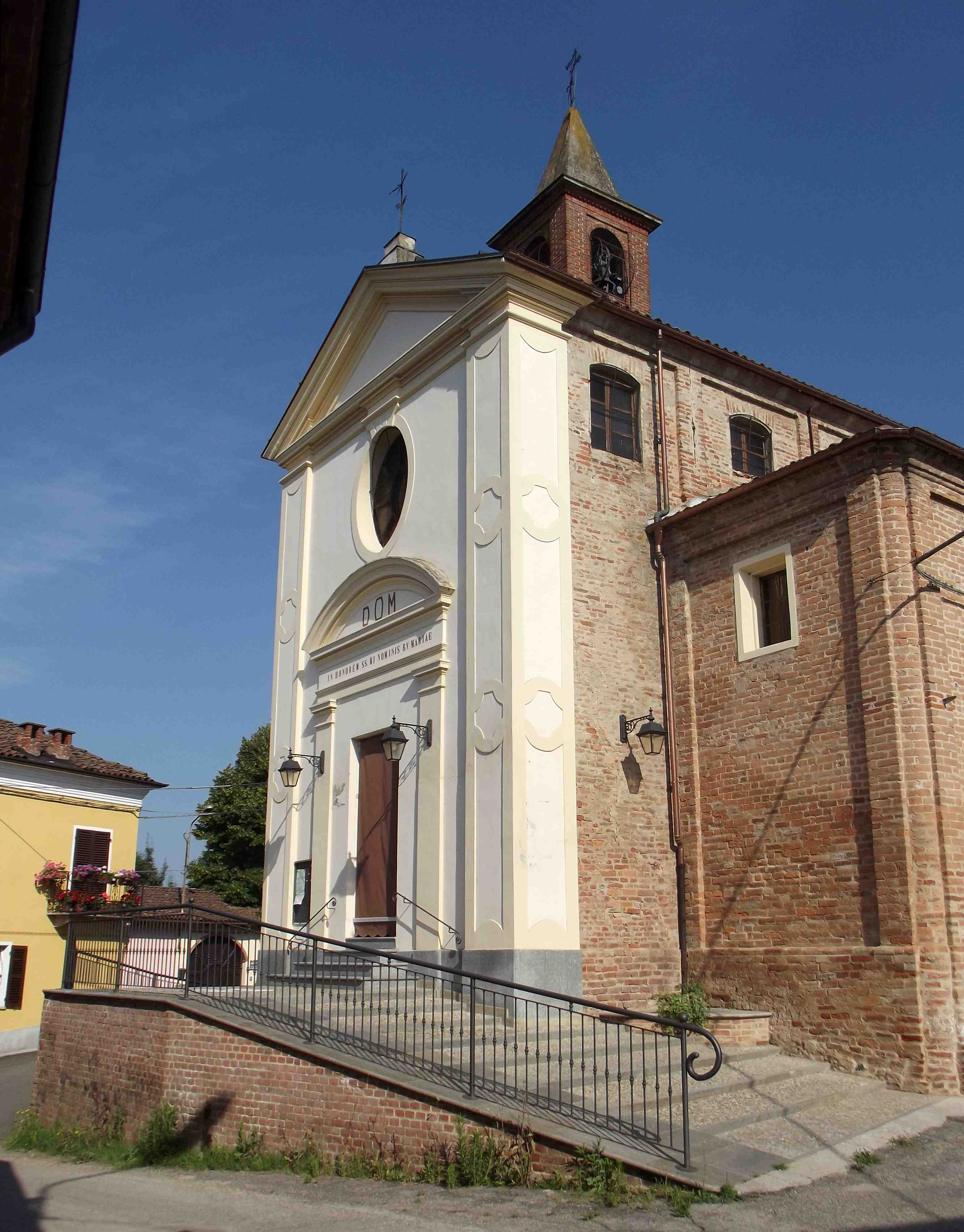
La parrocchiale

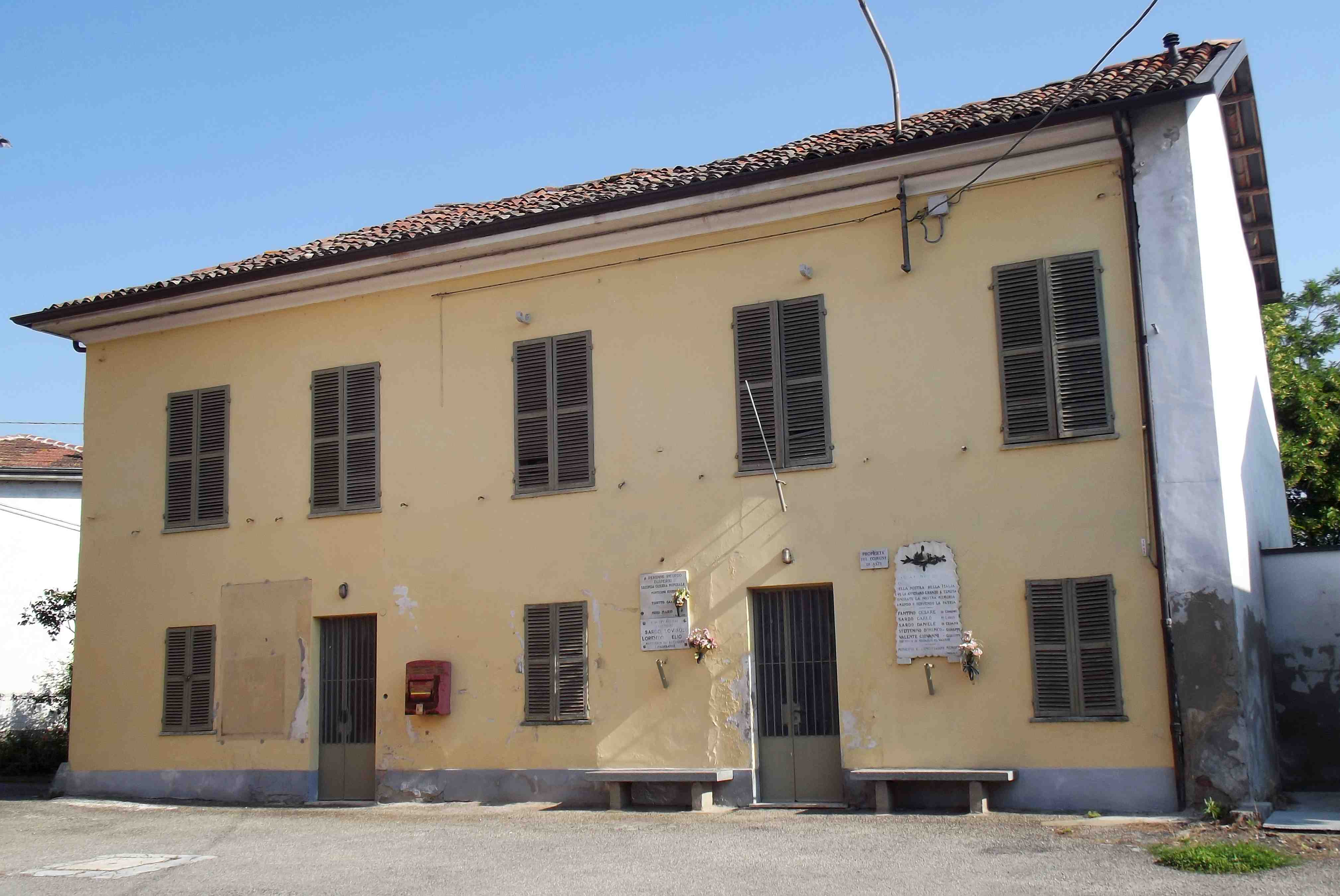
Il vecchio municipio

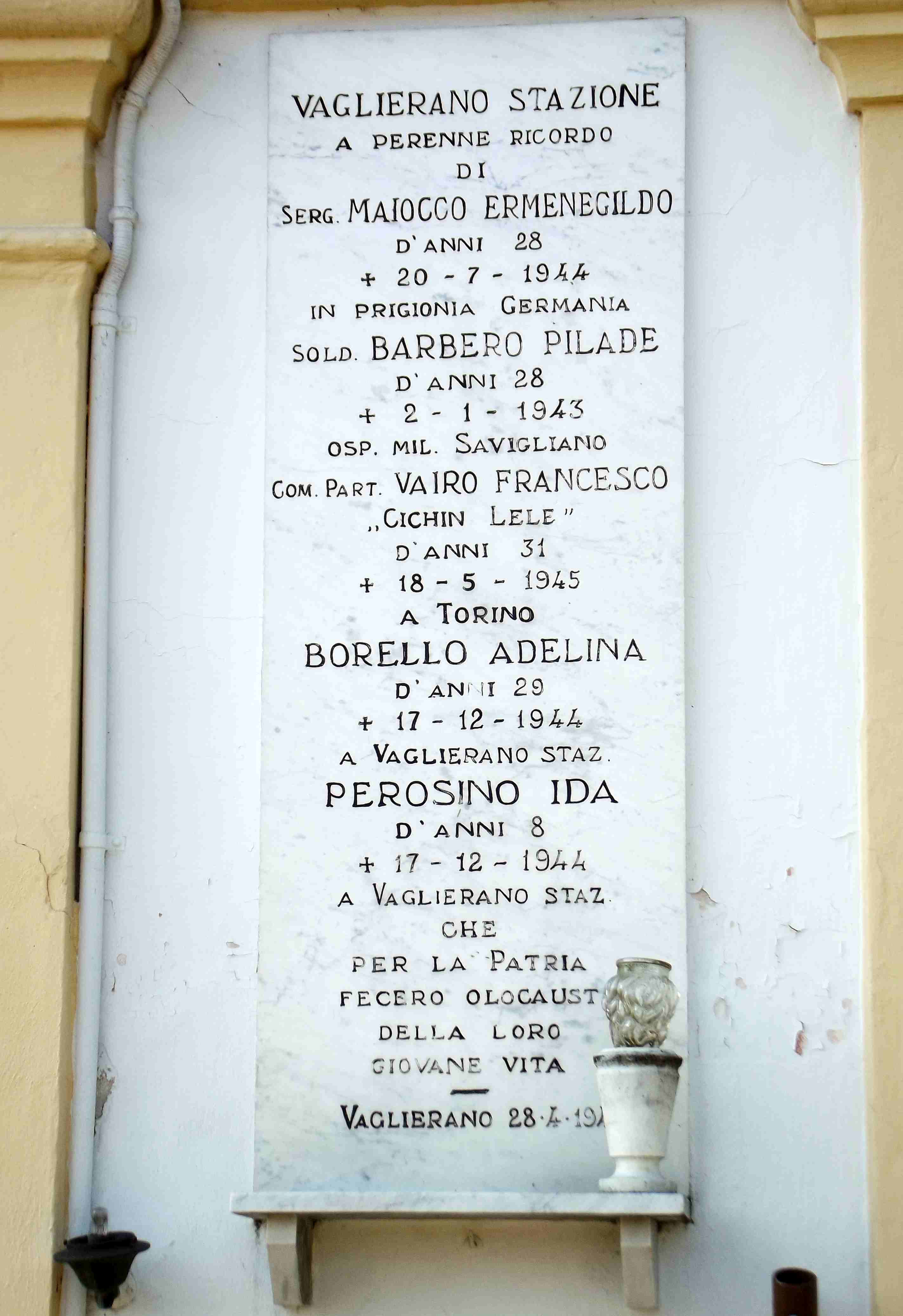
Lapide ai caduti a Vaglierano Basso

Il paese avrebbe origini molto antiche e il suo nome deriverebbe da un Fundus Valerianus che rimanda al cognomen romano "Valerianus" o all'antica gens romana dei Valerii. Nel corso del XII secolo entra a far parte del territorio da tempo strettamente unito alla città di Asti, che poco dopo la sua affermazione come libero Comune ne acquisisce gradualmente la piena giurisdizione. Nel 1159 l'imperatore Federico Barbarossa conferma ai Consoli astigiani "...la gestione e la custodia e il governo della città dentro e fuori di quanto è pertinente ai diritti regali, con il distretto dei villaggi, il quale distretto erano soliti possedere..."  Nella quarantina di villaggi che il privilegio imperiale conferma alla giurisdizione astese compare anche Vaglierano. Alla fine del XIII secolo il cronista Ogerio Alfieri testimonia che nel 1190 il villaggio di Vagleranum faceva parte già in quell'epoca del posse comunale di Asti assieme agli altri elencati dal Barbarossa, "...que proprie vocantur villae veteres comunis Astensis". Da allora Vaglierano rimase nel diretto dominio della città di Asti. A partire dalla seconda metà del Trecento, pur dotato di una propria organizzazione comunale, fece parte ininterrottamente del Districtus civitatis Astensis, vera e propria area metropolitana ante litteram, composta da ventiquattro villaggi disposti a corona della città nel raggio di una decina di chilometri. Vaglierano e le altre località del Districtus erano "...ben popolate e fortificate, con il proprio Comune, e obbedienti alla Città di Asti, e di giurisdizione della stessa Città"; la giurisdizione era esercitata dai podestà, che venivano nominati  ogni anno dal Consiglio generale di Asti, e scelti tra i membri dello stesso Consiglio. Nel 1618 Carlo Emanuele I duca di Savoia e conte di Asti, bisognoso di denaro, sottrasse il Districtus alla diretta gestione astigiana trasformandone ogni singola località in feudo venduto al miglior offerente. 
Il feudo di Vaglierano
Nel 1619 Carlo Emanuele I di Savoia sottrasse il comune di Vaglierano alla diretta giurisdizione astigiana e lo cedette in feudo al nizzardo Gaspare Berlingeri, tesoriere generale del ducato e suo stretto collaboratore. Gaspare morì nel 1620 e il feudo di Vaglierano fu ereditato dai figli Giovan Francesco, Carlo e Antonio, tutti e tre deceduti senza discendenza diretta; le loro quote feudali pervennero così ai discendenti delle sorelle. Nel 1652 un terzo del feudo pervenne a Giulio Cesare Vercellis, avvocato vercellese figlio di Tomasina Berlingeri del fu Gaspare. Un altro terzo passò nel 1662 a Michelangelo Mestiatis torinese, di famiglia oriunda di Biella, figlio di Agostino sindaco di Torino e di Anna Maria Berlingeri del fu Gaspare. L'ultimo terzo del feudo fu ereditato nel 1670 da Vittoria Berlingeri del fu Gaspare, andata in sposa al nobile chierese Gabriele Tana. Nel 1688 la quota di Vittoria Bellingeri-Tana fu acquistata da Giovanni Carlo Ramelli già detentore del feudo di Cellarengo e di quello di Solbrito. Nel 1697 il terzo dei Vercellis fu ereditato, sempre per parte di madre, da Giorgio Giacinto San Martino conte di Baldissero e senatore, che lo rivendette nello stesso anno al torinese Francesco Melica, capitano dei Dragoni nel Reggimento Cavalleria Savoia Alla metà del Settecento il feudo era ancora ripartito in tre quote, detenute rispettivamente la prima dal conte Bernardino Melica, la seconda dai fratelli Giovanni Gaspare e Giovanni Ignazio Ramelli conti di Celle, la terza dal conte torinese Giuseppe Mestiatis. Nel 1775 Francesco Amedeo Ceca, vice-conservatore delle Regie gabelle, acquistò il feudo nella sua interezza al prezzo di 7000 lire, e ne fu investito dal re Vittorio Amedeo III col titolo di conte di Vaglierano. La famiglia, originaria di San Damiano d'Asti e ramificatasi in Asti, era assurta alla nobiltà nel 1753 quando l'avvocato Domenico Enrico Ceca, padre di Francesco Amedeo, acquistò dal Comune di Chieri alcune quote del feudo di Mombello Torinese. I Ceca mantennero il titolo di conti di Vaglierano fino alla loro estinzione nei primi anni del Novecento. Lo stemma di famiglia è troncato di argento e d'azzurro, al leone dall'uno all'altro, tenente un ramoscello di pero, al naturale, fruttato; il leone accompagnato in punta, da tre stelle d'oro, male ordinate, con una fascia di rosso, in divisa ed attraversante.
Nel 1837 Attilio Zuccagni-Orlandini, nella sua Corografia fisica, storica e statistica dell'Italia e delle sue isole, corredata di un atlante, di mappe geografiche e topografiche, e di altre tavole illustrative, descriveva il paese come un borghetto con scuola comunitativa, ed una rettoria parrocchiale sotto la invocazione di S.Maria de Orticis.
Il comune, che apparteneva al mandamento di San Damiano, contava 346 abitanti nel 1854. Nel suo territorio si producevano vini di qualche bontà, oltre a meliga e grano; veniva anche praticato l'allevamento del bestiame. 
Con il regio decreto n. 736 del 28 marzo 1929 il comune di Vaglierano venne soppresso e il suo territorio fu aggregato al comune di Asti.
Una proposta di legge del 23 novembre 1949 che prevedeva la ricostituzione del Comune di Vaglierano, presentata dai deputati Armosino, Giacchero e Sodano, non ebbe seguito. Nella premessa tra gli argomenti a favore di tale proposta veniva citato il fatto che il comune, prima dello scioglimento, avesse il proprio bilancio in attivo. Inoltre vari altri comuni della zona, anche più piccoli, erano già stati ricostituiti. Gli otto km che separano Vaglierano da Asti venivano poi visti come causa di disagio per il disbrigo delle pratiche burocratiche da parte della popolazione (in periodo nel quale la motorizzazione di massa non era ancora stata realizzata). La conclusione della premessa alla proposta di legge era che concedere l'autonomia a questo comune è rendere omaggio alla sua tradizione civica ed è rendere giustizia ad una popolazione, quanto mai laboriosa, che non desidera altro che amministrarsi da sé.
Il codice ISTAT del comune soppresso era 005819, il codice catastale (valido fino al 1983) era L530.

## Infrastrutture e trasporti

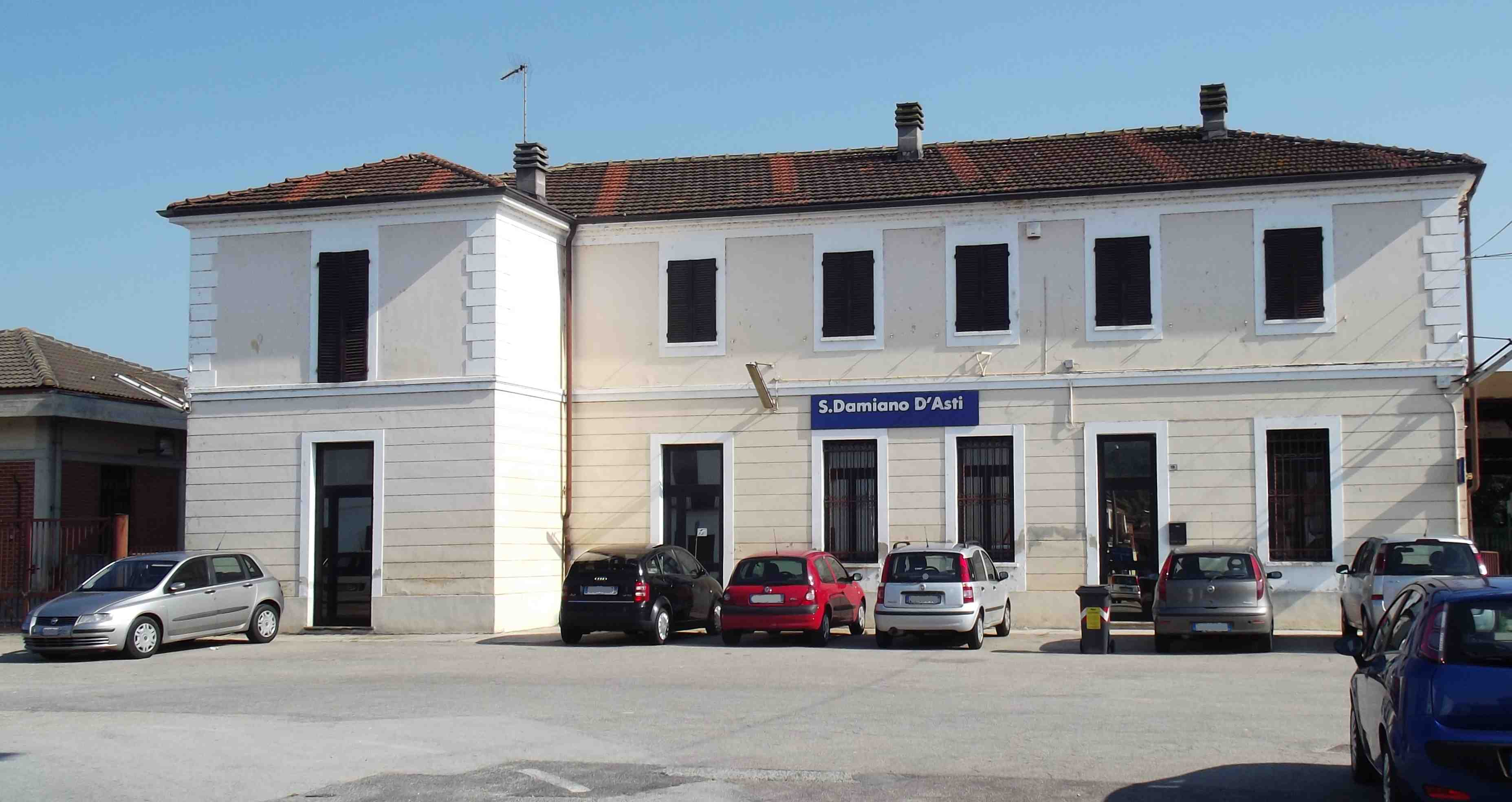
La stazione

La località è interessata dal percorso della strada provinciale 58, che collega Vaglierano con San Damiano d'Asti (a ovest) e con la ex SS 10 Padana Inferiore, e da quello della strada provinciale 12 bis, che collega Vaglierano Basso con Baldichieri.
La stazione ferroviaria sorge nell'area pianeggiante a nord del centro paese, tra i torrenti Borbore e Triversa in località Vaglierano Basso. Fu costruita a servizio del comune di Vaglierano ma, con la sua soppressione, prese la denominazione di stazione di San Damiano d'Asti.
Nei pressi della medesima stazione tra il 1882 e il 1935 transitava la tranvia Asti-Canale.